# عيدان الصواعق

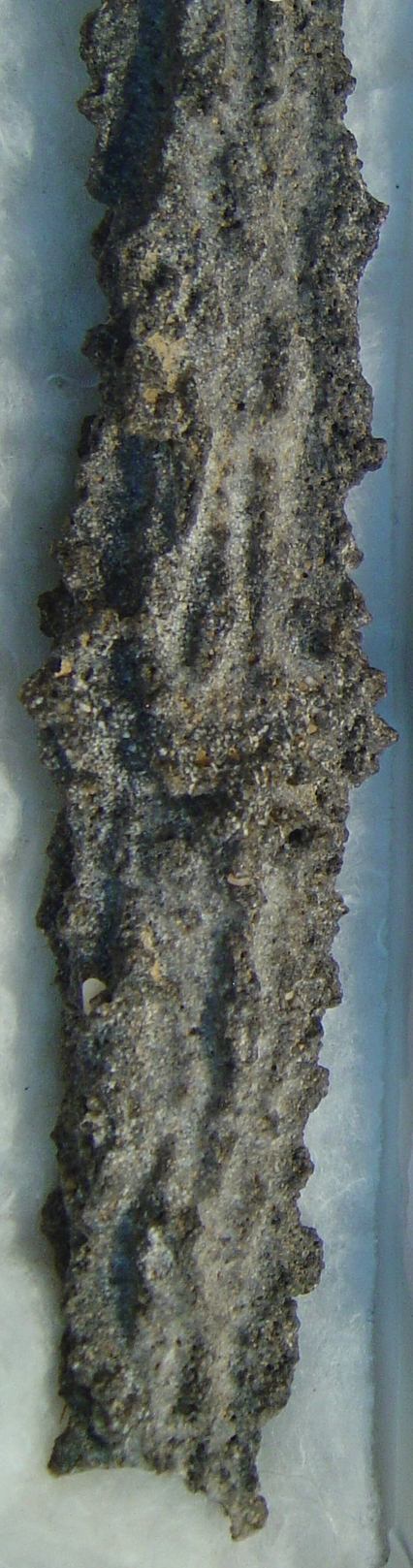

عيدان الصواعق (من الكلمة اللاتينية فولجر والتي تعني الصاعقة) هي عبارة عن أنابيب زجاجية طبيعية مجوفة متشكلة في رمل الكوارتز والسليكا أو في التربة بفعل الشحنات الكهربائية الناجمة عن البرق. وتتشكل عيدان الصواعق عندما تقوم الصاعقة في درجة حرارة تبلغ على الأقل 1,800 °م (3,270 °ف) بإذابة السليكا في الحال على سطح موصل للكهرباء وبصهر التجزعات معًا؛ أنبوب عيدان الصواعق هو ناتج ذلك بعد تبريده. تحدث هذه العملية خلال ثانية واحدة تقريبًا، وتترك شاهدًا هو مسار البرق وتشتته على السطح. يمكن أن تتشكل عيدان الصاعقة كذلك عندما تتكسر شبكة توزيع كهربائية عالية الجهد الكهربي وتسقط الأسلاك على سطح موصل للكهرباء يوجد رمل أسفل منه. ويشار إليها أحيانًا تحت اسم البرق المتحجر. يطلق على الزجاج المتشكل اسم ليشاتيليريت والذي قد يتشكل نتيجة تأثير الحجر النيزكي والانفجارات البركانية. ونظرًا لأنها غير متبلورة، فإن عيدان الصواعق يجري تصنيفها ضمن شبه المعدن. يمكن لعيدان الصواعق أن تتسم باختراقات عميقة، وتوجد أحيانًا حتى عمق 15 متر (49 قدم) تحت السطح الذي ضربته الصاعقة.
يمكن لقطر الأنابيب أن يبلغ سنتيمترات عديدة، وقد يصل طولها لأمتار. أطول عود صاعقة تم العثور عليه يزيد طوله قليلاً عن 4.9 م (16 قدم) وعثر عليه في شمال فلوريدا، بالولايات المتحدة. يتنوع لونها بتنوع تركيبة الرمال التي تشكلت فيها، ويتراوح لونها بين الأسود أو الأسمر والأخضر أو الأبيض نصف الشفاف. يتميز الجزء الداخلي في العادة بالنعومة الشديدة أو يكون مبطنًا بالفقاقيع الدقيقة؛ أما الجزء السطحي فهو مكسو بوجه عام بجسيمات رملية قاسية ويكون مساميًا. يبدو مظهرها شبيهًا بالجذور وتظهر عليها غالبًا تفرعات أو فتحات صغيرة. أحيانًا تتشكل عيدان الصاعقة كتزجيج على الصخور الصلبة (يشار إليها أحيانا باسم عيدان صاعقة خارجية المنشأ).

## الاستخدام
تتميز عيدان الصاعقة بقيمة كبيرة لفوائدها العلمية الكثيرة. تظهر حقيقة أن عيدان الصاعقة موجودة بوفرة في الصحراء الكبرى أن البرق كان يضرب المنطقة بشكل متكرر.
كذلك تتميز عيدان الصاعقة بشعبيتها الكبيرة لدى قطاع من الهواة.

## وصلات خارجية
- Fulgurites in New Scientist نسخة محفوظة 25 أبريل 2008 على موقع واي باك مشين. (subscription required)
- Glossary of Meteorology definitions (including Fulgurite).
- Petrified Lightning by Peter E. Viemeister (pdf)
- Mindat with location data
- W. M. Myers and Albert B. Peck, A Fulgurite from South Amboy, New Jersey, American Mineralogist, Volume 10, pages 152-155, 1925
- Vladimir A. Rakov, Lightning Makes Glass, نسخة محفوظة 11 نوفمبر 2007 على موقع واي باك مشين. 29th Annual Conference of the Glass Art Society, Tampa, Florida, 1999
- Interview (The Event: Petrified Lightning from Central Florida) with artist Allan McCollum along with an historical archive of sixty-six downloadable PDF's on the subject of fulgurites.
- Yale Bulletin and Calendar Yale's Peabody Museum of Natural History displays the longest known preserved fulgurite.
- Binding